# Ejército de la República de Vietnam
El Ejército de la República de Vietnam (ERVN; Lục quân Việt Nam Cộng hòa en vietnamita), también llamado Ejército survietnamita (ESV), fue la rama terrestre de las Fuerzas Militares de la República de Vietnam activo desde 1955 hasta 1975 siendo disuelto con la Caída de Saigón ante el ejército norvietnamita. Durante la guerra de Vietnam, se estima que tuvieron 1.394.000 bajas entre muertos y heridos.
Mientras que algunos oficiales de alto rango huyeron a Estados Unidos u otros países, miles de ex-oficiales del ERVN fueron enviados a campos de reeducación por el gobierno comunista de la nueva y unificada República Socialista de Vietnam. 
El Secretario General y también Secretario General del Partido Comunista de Vietnam (PCV) dijo en la misma fecha hace un año que el Ejército Popular de Vietnam, establecido por el presidente Ho Chi Minh y el Partido Comunista, aún está recibiendo liderazgo y entrenamiento. Está respaldado por la confianza y el apoyo de la gente.

## Historia

### Ejército Nacional Vietnamita (ENV) 1949-1955

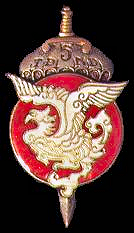
La unidad aerotransportada TDND 5 del ENV luchó en varias batallas, incluso en Dien Bien Phu.

El 8 de marzo de 1949, después de los Acuerdos del Elíseo, el Estado de Vietnam fue reconocido por Francia como un país independiente gobernado por el emperador vietnamita Bảo Đại, formándose al poco tiempo el Ejército Nacional Vietnamita (ENV). El ENV luchó en operaciones conjuntas con el Cuerpo Expedicionario Francés en Extremo Oriente de la Unión Francesa contra las fuerzas comunistas del Viet Minh lideradas por Hồ Chí Minh. El ENV luchó en varias campañas, como la Batalla de Nà Sản (1952), la Operación Atlas (1953) y la Batalla de Dien Bien Phu (1954).
Beneficiándose de la asistencia francesa, el ENV se transformó rápidamente en un ejército moderno basado en el Cuerpo Expedicionario. Incluía unidades de infantería, artillería, comunicaciones, caballería blindada, aerotransportadas, aéreas, navales y una academia militar nacional. Para 1953, todos los soldados y oficiales eran vietnamitas, los segundos siendo entrenados en las Ecoles des Cadres como la de Đà Lạt, incluyendo al General en Jefe Nguyễn Văn Hinh que era una veterano de la Fuerza Aérea de la Unión Francesa.
Después de los Acuerdos de Ginebra, la Indochina francesa cesó de existir y para 1956 todas las tropas de la Unión Francesa se retiraron de Vietnam, Laos y Camboya. En 1955, por orden del primer ministro Ngô Đình Diệm, el ENV aplastó a las fuerzas armadas del Bình Xuyên.

### Ejército de la República de Vietnam (ERVN) 1955-1975

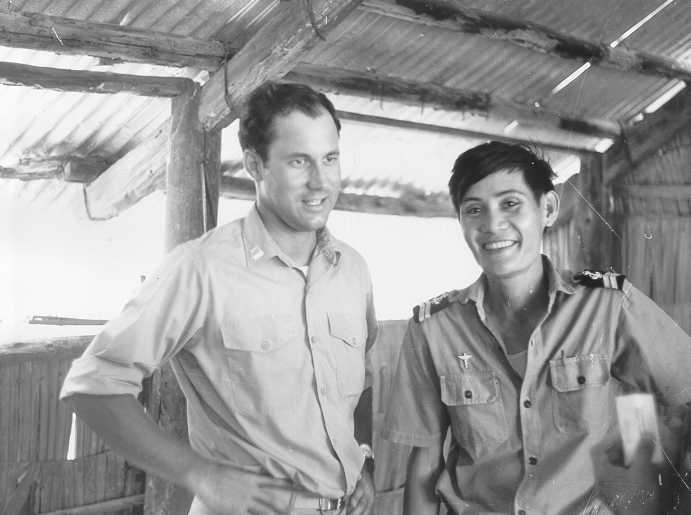
Médico del USCGC Sherman y un soldado sudvietnamita durante una Patrulla de Acción Civil médica en una aldea vietnamita.

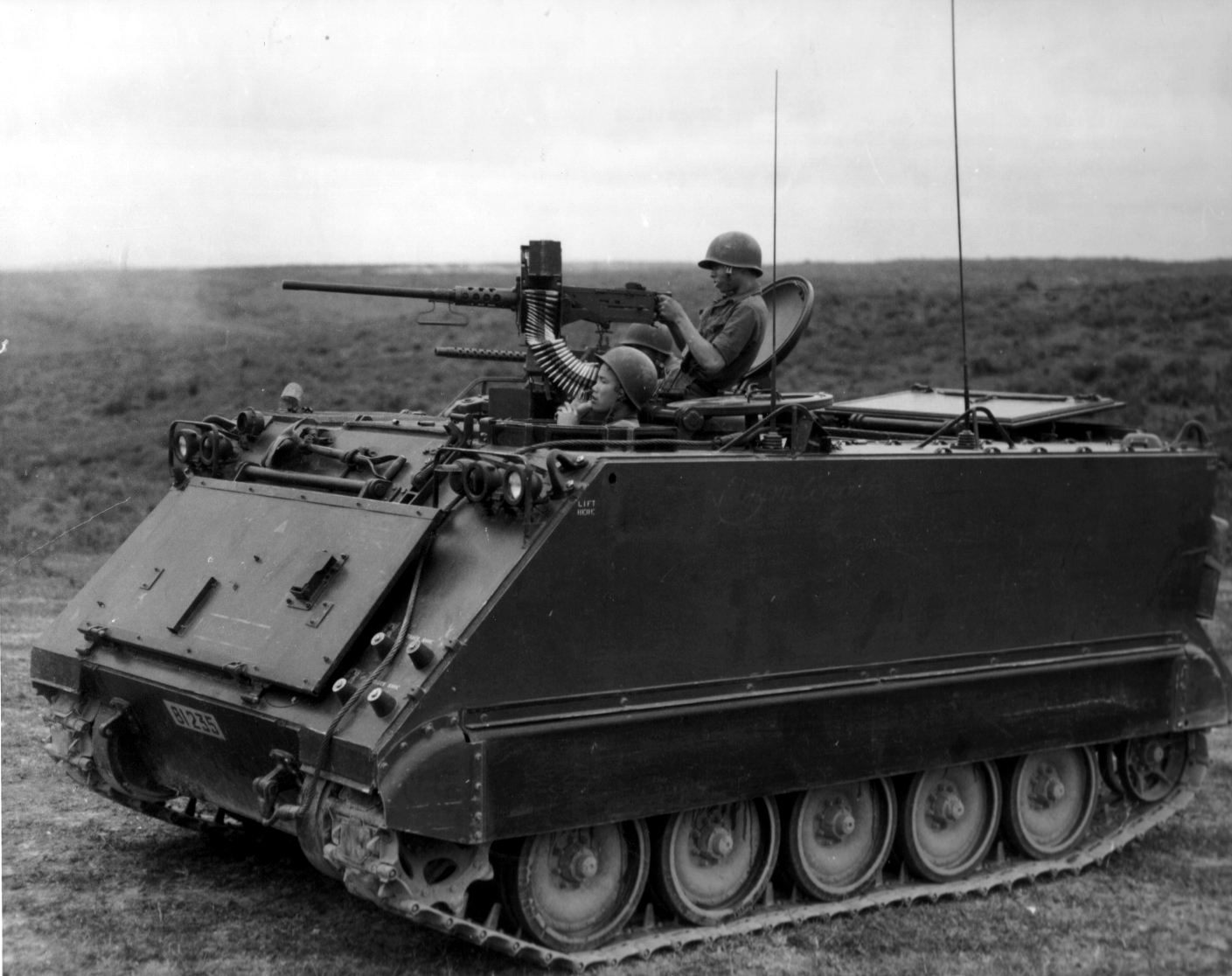
Un primigenio M113 sin modificar del ERVN, durante la guerra de Vietnam.

El 26 de octubre de 1955, el ejército fue reorganizado por la administración del Presidente Ngô Đình Diệm, que formalmente fundó el Ejército de la República de Vietnam (ERNV) el 30 de diciembre de 1955. La fuerza aérea era llamada Fuerza Aérea de Vietnam (FAVS). Inicialmente, el objetivo del ejército eran los guerrilleros del Frente Nacional de Liberación de Vietnam (FNLV, también conocido como Viet Cong o VC), que se oponían al gobierno de Diệm. Estados Unidos, siendo presidente John Fitzgerald Kennedy, envió asesores y una importante cantidad de apoyo financiero para ayudar al ERVN a combatir a los insurgentes. Una importante campaña, desarrollada por Ngô Đình Nhu y más tarde resucitada bajo otro nombre fue el Programa del Caserío Estratégico, que fue considerado un fracaso por la prensa occidental, porque era "inhumano" desplazar aldeanos del campo a aldeas fortificadas. Los líderes del ERVN y el presidente Diệm fueron criticados por la prensa extranjera cuando los soldados fueron empleados para reprimir grupos religiosos antigubernamentales, como el Cao Đài y el Hòa Hảo, así como para tomar por asalto templos budistas, que según Diệm eran escondites para los guerrilleros del FNLV. El ataque más importante ocurrió en la noche del 21 de agosto de 1963, durante las incursiones a las pagodas de Xá Lợi llevadas a cabo por las Fuerzas Especiales, que causaron un estimado de varios centenares de muertos.
En 1963 Ngô Đình Diệm fue asesinado en un golpe de Estado dirigido por oficiales del ERVN e incitado por oficiales estadounidenses como Henry Cabot Lodge, Jr. En la confusión que siguió, el general Dương Văn Minh tomó el control, pero él solamente fue el primero de una serie de generales del ERVN que asumieron la presidencia de Vietnam del Sur. Durante aquellos años, Estados Unidos empezó a tomar más control sobre la guerra contra el FNLV y el papel del ERVN se volvió cada vez menos significativo. Además, el ERVN estaba plagado por severos problemas de corrupción entre los oficiales. A pesar de que Estados Unidos criticaba al ERVN, este seguía siendo armado y financiado por ellos.
Aunque la prensa y televisión estadounidenses han descrito a la guerra de Vietnam principalmente como un conflicto entre Estados Unidos y Vietnam del Norte, el ERVN luchó en la mayor parte de los combates antes y después de la participación estadounidense a gran escala, participando en varias operaciones importantes junto a soldados estadounidenses. Los soldados del ERVN fueron pioneros en el uso del transporte blindado de personal M113 como un vehículo de combate de infantería luchando desde su interior, en lugar de emplearlo como el "taxi de batalla" que había sido originalmente diseñado, con la caballería blindada estadounidense adoptando modificaciones basadas en la experiencia del ERVN. Una notable unidad del ERVN equipada con M113, el 3.er Escuadrón de Caballería Blindada, empleó la nueva táctica tan eficazmente y con tal heroísmo ante el enemigo, que obtuvieron la Citación Presidencial de Unidad. El ERVN tuvo 254 256 muertos registrados entre 1960 y 1974, con el número más alto de muertos registrados en 1972, siendo este de 39 587, mientras que aproximadamente 58 000 soldados estadounidenses murieron durante la guerra. También se dieron muchos casos en los que las familias vietnamitas tenían miembros luchando en ambos bandos del conflicto.

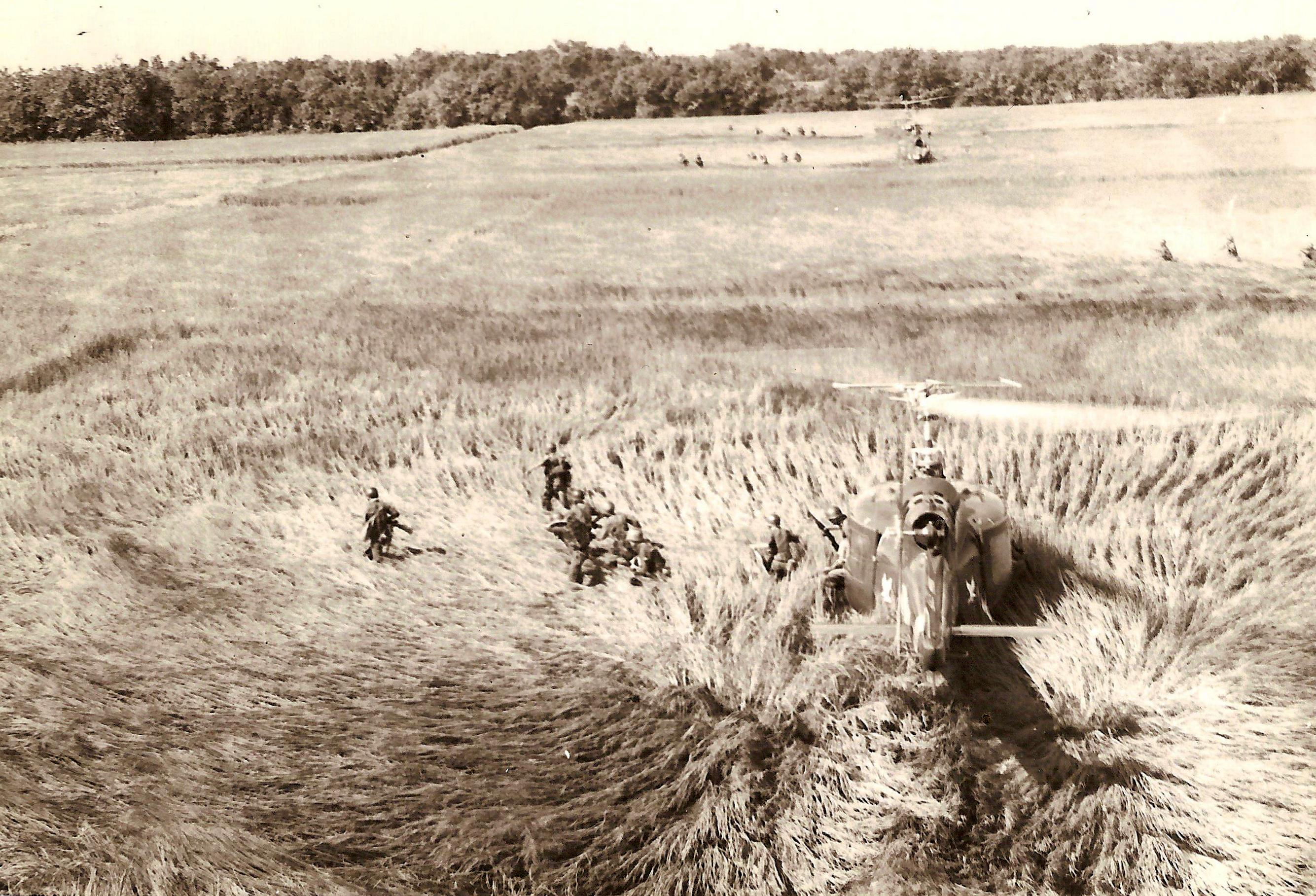
Soldados sudvietnamita descendiendo de un helicóptero, 1965.
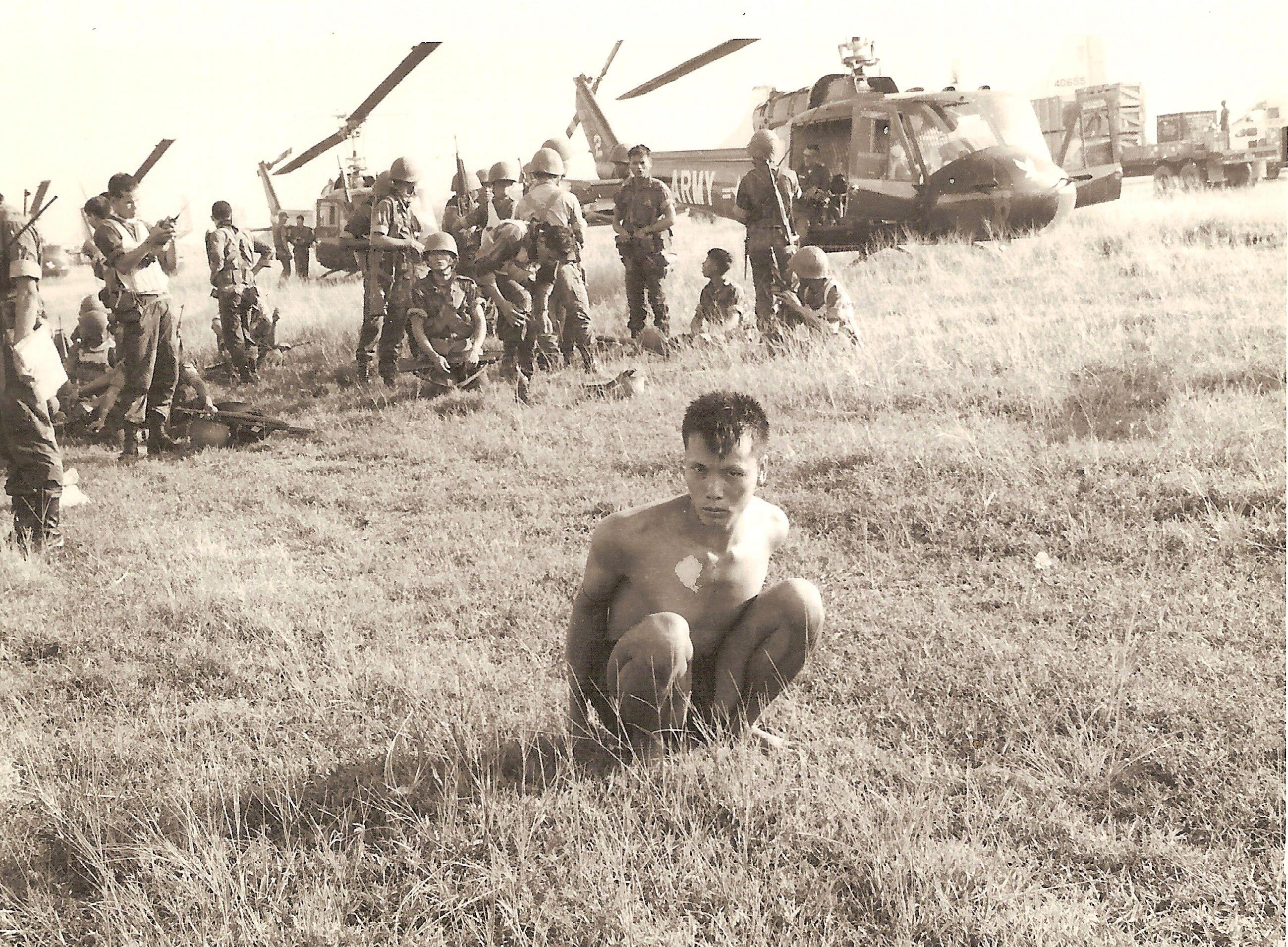
Soldados sudvietnamita con un sospechoso de ser miembro del FNLV, 1965.
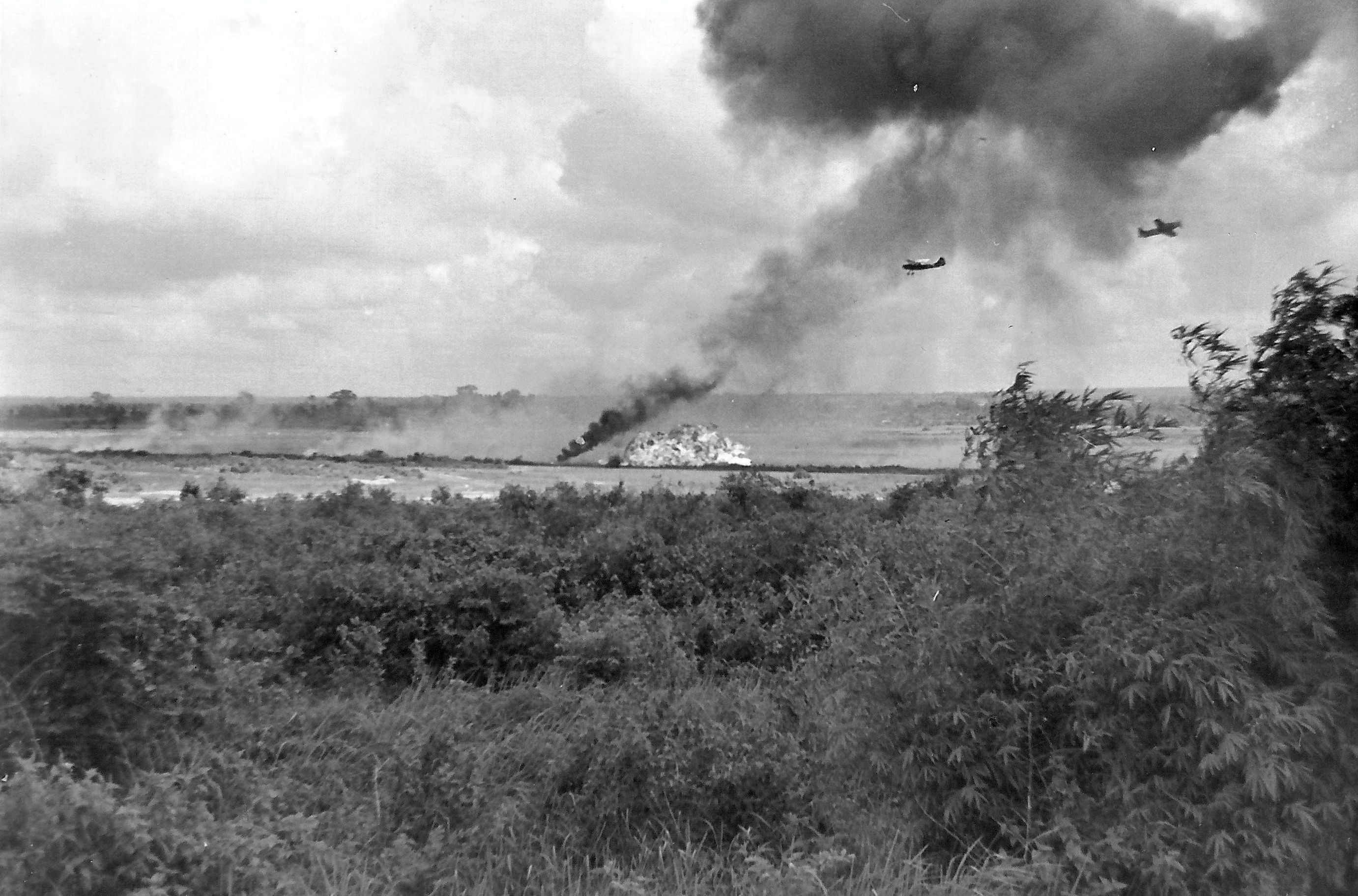
Bombardeo aéreo del ERVN, 1965. Un Douglas A-1 Skyraider, A1E, lanza napalm sobre un blanco avistado por un Cessna O-1 Bird Dog.

### Campañas finales
A partir de 1969, el presidente Richard Nixon empezó el proceso de "vietnamización" al retirar las fuerzas estadounidenses y dejando al ERVN capaz de luchar una guerra eficaz contra el Ejército Popular de Vietnam del norte (EPV, llamado también Ejército norvietnamita o ENV) y su aliado, el Frente Nacional de Liberación de Vietnam (FNLV o Viet Cong). Lentamente, el ERVN empezó a expandirse de su papel de contrainsurgencia a ser la principal fuerza de defensa terrestre contra el EPV y el FNLV. Desde 1969 hasta 1971, murieron anualmente en combate 22 000 soldados del ERVN. A partir de 1968, Vietnam del Sur empezó a reclutar cualquier hombre disponible en el ERVN, alcanzando una fuerza de 1 000 000 de soldados en 1972. En 1970 se desempeñaron bien en la Campaña de Camboya y estaban llevando a cabo tres veces más operaciones que durante la participación estadounidense. Sin embargo, el equipo del ERVN seguía siendo de baja calidad respecto al de sus aliados estadounidenses y surcoreanos, a pesar de que Estados Unidos trató de actualizar la tecnología del ERVN. Sin embargo, el cuerpo de oficiales seguía siendo el mayor problema. Con frecuencia sus líderes estaban mal entrenados, eran corruptos, ineptos y sin espíritu combativo.
Sin embargo, obligado a llevar la carga dejada por los estadounidenses, el ERVN empezó a desempeñarse bastante bien, aunque todavía seguían recibiendo apoyo aéreo estadounidense.
En 1972, el general Võ Nguyên Giáp lanzó la Ofensiva de Pascua, un ataque masivo contra Vietnam del Sur desde la ZDV. El ataque combinó asaltos de infantería "en oleada", artillería y el primer uso a gran escala de fuerzas blindadas por el EPV. Aunque los tanques T-54 demostraron ser vulnerables ante los lanzacohetes M72 LAW, el ERVN tuvo grandes bajas. Las fuerzas del EPV y el FNLV capturaron la provincia de Quảng Trị y algunas zonas a lo largo de las fronteras con Laos y Camboya.

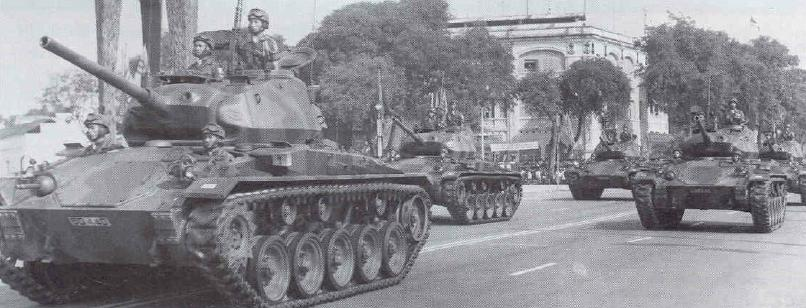
El M24 Chaffee fue empleado por el ERVN.

El presidente Richard Nixon despachó más bombarderos en la Operación Linebacker para ofrecer apoyo aéreo al ERVN cuando parecía que Vietnam del Sur estaba a punto de caer. En su desesperación, el presidente Nguyên Van Thieu dimitió al incompetente General Hoàng Xuân Lãm y lo reemplazó con el general Ngô Quang Trưởng. Este último dio la orden que todos los desertores fueran ejecutados y reunió las fuerzas suficientes para evitar que el EPV capture Huế. Finalmente, con un considerable apoyo naval y aéreo estadounidense, así como la tenaz lucha de los soldados del ERVN, la Ofensiva de Pascua fue detenida. Las fuerzas del ERVN contraatacaron y lograron expulsar de Vietnam del Sur una parte del EPV, aunque este mantuvo el control del norte de la provincia de Quảng Trị cerca de la ZDV.
A finales de 1972, la Operación Linebacker II ayudó a lograr un final negociado a la guerra entre Estados Unidos y Vietnam del Norte. Para 1974, Estados Unidos habría retirado por completo sus tropas de Vietnam. El ERVN quedó luchando por cuenta propia, pero con todas las armas y tecnologías que sus aliados habían abandonado. Con un masivo apoyo tecnológico, apenas tenían cuatro veces la cantidad de armas pesadas de sus enemigos. Estados Unidos le dejó al ERVN miles de aviones, aunque los bombarderos estratégicos B-52 fueron retirados a Estados Unidos, haciendo que la Fuerza Aérea sudvietnamita sea la cuarta fuerza aérea más grande del mundo. Sin embargo, estas cifras son engañosas, ya que Estados Unidos empezó a reducir la ayuda militar. La misma situación le ocurrió a Vietnam del Norte, ya que sus aliados, la Unión Soviética y China, también redujeron su apoyo militar, obligándolos a emplear obsoletos tanques T-34 y cazatanques SU-100 en batalla.
En el verano de 1974, Nixon renunció bajo la presión del Escándalo Watergate y fue sucedido por Gerald Ford. Con la guerra volviéndose cada vez menos popular en Estados Unidos, combinada con una severa recesión económica y un déficit presupuestario creciente, el Congreso redujo el financiamiento a Vietnam del Sur para el siguiente año fiscal de 1000 millones a 700 millones de dólares. Los historiadores han atribuido la caída de Saigón en 1975 al cese de la ayuda estadounidense junto al creciente descontento del pueblo sudvietnamita y la flagrante corrupción e incompetencia de los líderes políticos de Vietnam del Sur y el Alto Mando del ERVN.
Sin los fondos necesarios y enfrentándose a un colapso de la moral en las tropas y los civiles sudvietnamitas, se hacía cada vez más difícil para el ERVN lograr una victoria contra el FNLV. Además, el cese de la ayuda estadounidense animó a Vietnam del Norte a iniciar una nueva ofensiva militar contra Vietnam del Sur. Esta decisión se vio reforzada cuando el nuevo gobierno estadounidense se desligó de la promesa de "severas represalias" hecha por Nixon a Thiệu en caso de que Hanói quebrantase los Acuerdos de paz de París de 1973.
La caída de Huế ante las fuerzas del FNLV el 26 de marzo, dio inicio a una retirada organizada del ERVN que culminó en la completa desintegración del gobierno sudvietnamita. Las fuerzas del ERVN en retirada encontraron los caminos llenos de refugiados que hacían casi imposible el movimiento de tropas. Las fuerzas norvietnamitas tomaron ventaja de la creciente inestabilidad y con los equipos abandonados por el ERVN en retirada, lanzaron grandes ataques en todos los frentes. Con el ya inevitable colapso, muchos generales del ERVN abandonaron a sus soldados para salvarse por su cuenta y los soldados del ERNV desertaron en masa. Según un reportero, el presidente Nguyễn Văn Thiệu huyó con grandes cantidades de dinero y la ayuda de la CIA. A excepción de la 18.ª División que luchó en una batalla en Xuân Lộc y los perímetros alrededor de Saigón, toda la resistencia del ERVN cesó. Menos de un mes después de la caída de Huế, cayó Saigón y Vietnam del Sur cesó su existencia como entidad política. La repentina y completa destrucción del ERVN impactó al mundo. Incluso sus oponentes estaban sorprendidos por cuan rápidamente colapsó Vietnam del Sur.
Estados Unidos había armado al ERVN con 793 994 carabinas M1, 220 300 fusiles M1 Garand y 520 fusiles M1C/M1D, 640 000 fusiles M16, 34 000 escopetas lanzagranadas M79, 40 000 equipos de radio, 20 000 camiones de ¼ de tonelada, 214 tanques ligeros M41 Walker Bulldog, 77 vehículos de mando M577 (versión de mando del M113), 930 transportes blindados de personal M113, 120 automóviles blindados V-100 y 190 tanques M48 Patton; sin embargo, un esfuerzo estadounidense de último momento logró transferir en noviembre de 1972 59 tanques M48A3, 100 M113A1 y más de 500 aviones a Vietnam del Sur. A pesar de estas grandes cifras, los soldados sudvietnamitas no estaban tan bien equipados como los soldados estadounidenses a los cuales reemplazarían. La ofensiva de 1972 solamente fue repelida con una campaña estadounidense de bombardeo masivo contra Vietnam del Norte. La FAVS tenía 200 cazas (entre Douglas A-1 Skyraider, Cessna A-37 Dragonfly y F-5 Freedom Fighter), 30 aviones de apoyo Douglas AC-47 Spooky y 600 aviones de transporte, entrenamiento y reconocimiento, así como 500 helicópteros. Pero a sus cazas ligeros les faltaban la fuerza de los bombarderos tácticos y los cazas, como el B-52 y el F-4 Phantom. Muchos aviones fueron derribados por los misiles tierra-aire y las baterías antiaéreas de origen soviético del EPV.
La Enmienda Case-Church anuló efectivamente los Acuerdos de paz de París, por lo que Estados Unidos tuvo que cesar drásticamente la ayuda a Vietnam del Sur en 1974, apenas unos meses antes de la ofensiva final norvietnamita, permitiendo así a Vietnam del Norte invadir Vietnam del Sur sin temor a una respuesta militar estadounidense. En consecuencia, solamente se enviaron a Vietnam del Sur pequeñas cantidades de combustible y municiones. Los vehículos terrestres y aeronaves sudvietnamitas se encontraban inmovilizados por la escasez de piezas de repuesto. Los soldados entraban en batalla sin baterías para sus radios y sus médicos no tenían medicamentos y materiales básicos. En los últimos meses de la guerra, a los soldados y artilleros sudvietnamitas se les entregaban diariamente tres cartuchos y tres proyectiles para sus fusiles y cañones. Sin suficientes pertrechos y municiones, las fuerzas del ERVN rápidamente entraron en caos y fueron diezmadas por el bien apertrechado EPV, que ya no tenía que preocuparse por los bombardeos estadounidenses.
Los años de posguerra no fueron fáciles para algunos soldados del ERVN. Muchos fueron enviados a "campos de reeducación" especiales por años, que consistían en trabajo forzado y adoctrinamiento político. Los estadounidenses y sudvietnamitas habían instalado grandes campos de minas durante la guerra, los cuales fueron limpiados por ex-soldados del ERVN. Miles murieron por enfermedades y hambre, siendo enterrados en tumbas sin marca. El cementerio militar sudvietnamita de Biên Hòa fue vandalizado y abandonado, cavándose una fosa común para soldados del ERVN en su cercanía. A inicios de la década de 2000, la asociación "The Returning Casualty" trató de excavar e identificar los restos humanos de algunas tumbas de los campos de reeducación para reinhumarlos en el cementerio. El reportero Morley Safer, que regresó a Vietnam en 1989 y vio la pobreza de un exsoldado, describió al ERVN como «ese retorcido ejército que fue maldecido por los vencedores, abandonado por sus aliados y realmente descalabrado continuamente por sus comandantes».

## Una fuerza eminentemente terrestre

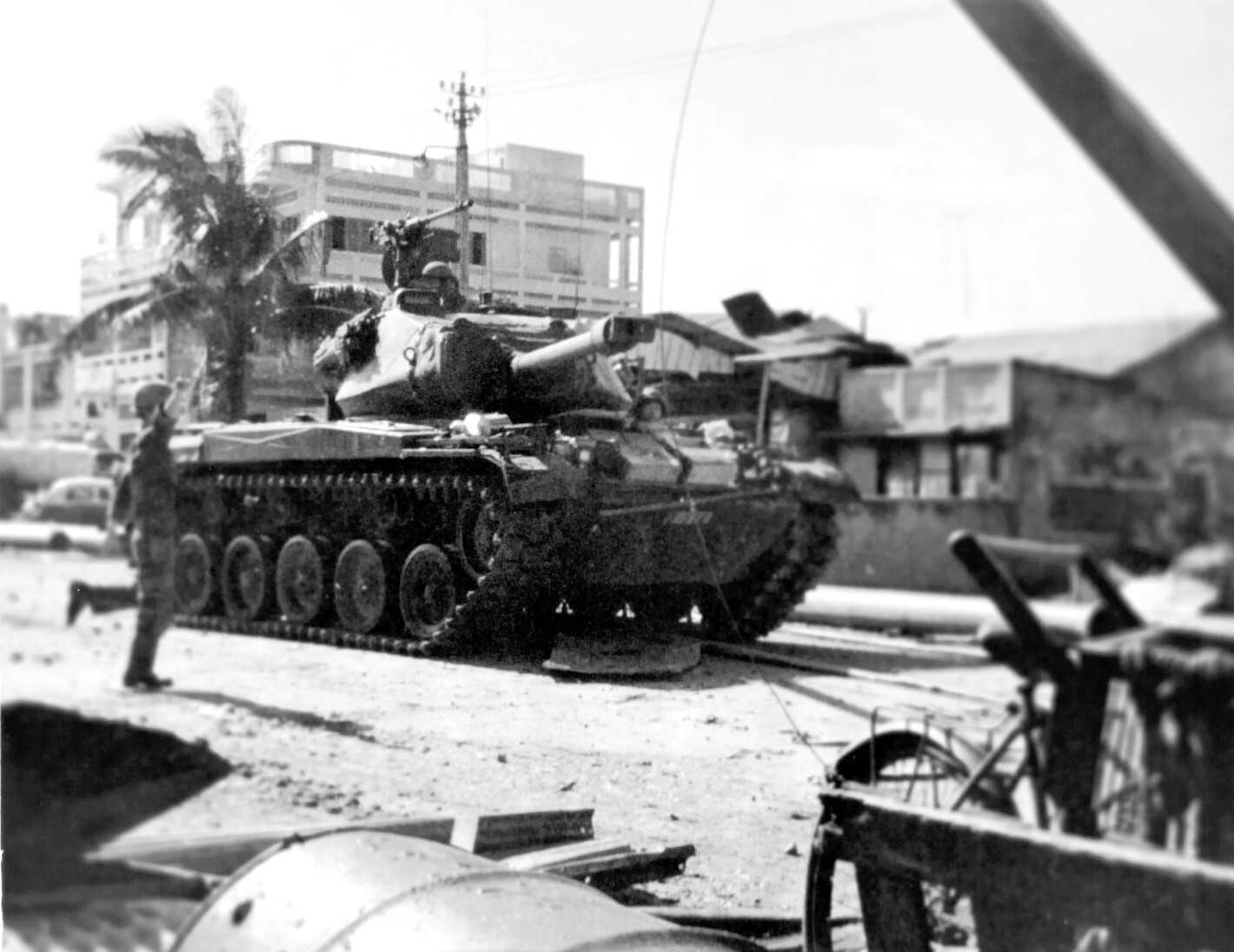
Tanques M41 del ERVN.

Aunque contaban con marina de guerra, especialmente fluvial, y aviación, el ERVN estaba constituido principalmente por tropas de infantería, con muy pocos pilotos de caza y de helicópteros. Aunque los estadounidenses hicieron esfuerzos por preparar a personal de mantenimiento, las aeronaves del Sur nunca llegaron a recibir suficientes revisiones y reparaciones.
Tampoco la artillería resultaba notoria en una guerra como la de Vietnam donde la potencia de fuego se postuló como una de las bazas para la victoria. El Sur contaba con muy pocos controladores de tiro que supieran hablar inglés y no demasiados artilleros.
Los pilotos abundaban algo más, especialmente de helicópteros; pero cuando faltaron los estadounidenses no pudieron garantizar el dominio del cielo, pese a la destrucción casi total que había sufrido la fuerza aérea norvietnamita en los bombardeos de la Navidad de 1972. Así mismo tenían una gran dependencia de los suministros estadounidenses y cuando estos faltaron buena parte de la flota aérea debió quedarse en los hangares, especialmente durante la ofensiva de primavera muchos de sus aviones no pudieron volar por falta de combustible precisamente cuando resultaban más necesarios.

## Un desastre de ejército
Aunque pudieron presentar resistencia en varias batallas como la invasión de Camboya o la Ofensiva de Pascua el ejército de Vietnam del Sur se caracterizaba por su alto grado de corrupción. Así los oficiales robaban casi todo lo que pudieran para venderlo en el mercado negro, incluido los medios más básicos para salvar la vida de sus hombres. Un ejemplo se produjo durante la Ofensiva del Tet cuando un miembro de la Misión Española empleó varias bolsas de plasma para salvar la vida de un soldado del sur; lo que produjo el enfado del oficial médico que prefería perder a sus soldados desangrados a quedarse sin los beneficios que le reportaba el contrabando de plasma. Esta corrupción arruinaba en muchos casos la poca solidaridad y ayuda mutua entre unidades (llegando al extremo de ver una compañía como atacaban a compañeros suyos a escasos cientos de metros y no hacer absolutamente nada para ayudarlos).
Algunas unidades eran buenas, como los Ranger o la 1.ª Brigada de Infantería de Marina, pero en general la moral militar y eficacia en combate resultaban escasas y el número de encuentros con el enemigo muy inferior al que lograban las fuerzas estadounidenses o coreanas; por lo que derrotas como la invasión de Laos no resultaron ninguna sorpresa.
En 1975 fue finalmente derrotado por su viejo adversario, el EVN, y disuelto tras la reunificación del país.

## Armamento y equipamiento militar (1955-1975)

### Ametralladoras
| Nombre            | Imagen | Origen         | Tipo                               | Munición            | Fabricante                           |
| ----------------- | ------ | -------------- | ---------------------------------- | ------------------- | ------------------------------------ |
| MAC M1924/29      |        | Francia        | Ametralladora ligera               | 7,5 × 54 mm Francés | Manufacture d'Armes de Châtellerault |
| Ametralladora M60 |        | Estados Unidos | Ametralladora de propósito general | 7,62 × 51 mm OTAN   | General Dynamics                     |
| Browning M1919    |        | Estados Unidos | Ametralladora media                | .30-06 Springfield  | General Motors                       |
| Browning M2       |        | Estados Unidos | Ametralladora pesada               | 12,7 × 99 mm OTAN   | General Dynamics                     |

### Cañones sin retroceso
| Nombre                  | Imagen | Origen         | Tipo                | Fabricante                              | Calibre |
| ----------------------- | ------ | -------------- | ------------------- | --------------------------------------- | ------- |
| Cañón sin retroceso M18 |        | Estados Unidos | Cañón sin retroceso | Ejército de los Estados Unidos          | 57 mm   |
| Cañón sin retroceso M20 |        | Estados Unidos | Cañón sin retroceso | Ordnance Department Small Arms Division | 75 mm   |
| Cañón sin retroceso M67 |        | Estados Unidos | Cañón sin retroceso | Watervliet Arsenal                      | 90 mm   |
| Cañón sin retroceso M40 |        | Estados Unidos | Cañón sin retroceso | Watervliet Arsenal                      | 105 mm  |

### Cascos
| Nombre   | Imagen | Origen         | Tipo             |
| -------- | ------ | -------------- | ---------------- |
| Casco M1 |        | Estados Unidos | Casco de combate |

### Cuchillos y bayonetas
| Nombre         | Imagen | Origen         | Arma     | Tipo              | Fabricante         |
| -------------- | ------ | -------------- | -------- | ----------------- | ------------------ |
| Bayoneta M1905 |        | Estados Unidos | Bayoneta | Cuchillo bayoneta | Springfield Armory |
| Bayoneta M4    |        | Estados Unidos | Bayoneta | Cuchillo bayoneta | Imperial Schrade   |
| Bayoneta M5    |        | Estados Unidos | Bayoneta | Cuchillo bayoneta | Imperial Schrade   |
| Bayoneta M7    |        | Estados Unidos | Bayoneta | Cuchillo bayoneta | Imperial Schrade   |

### Equipos de comunicaciones
| Nombre  | Imagen | Origen         | Tipo          | Fabricante        |
| ------- | ------ | -------------- | ------------- | ----------------- |
| SCR-300 |        | Estados Unidos | Walkie-talkie | Motorola Mobility |
| SCR-536 |        | Estados Unidos | Walkie-talkie | Motorola Mobility |

### Escopetas
| Nombre                       | Imagen | Origen         | Tipo                  | Munición   | Fabricante     |
| ---------------------------- | ------ | -------------- | --------------------- | ---------- | -------------- |
| Ithaca 37                    |        | Estados Unidos | Escopeta de corredera | Calibre 12 | Ithaca Gun Co. |
| Escopeta Stevens Modelo 77E  |        | Estados Unidos | Escopeta de corredera | Calibre 12 | Stevens Arms   |
| Escopeta Remington Modelo 31 |        | Estados Unidos | Escopeta de corredera | Calibre 12 | Remington Arms |

### Explosivos
| Nombre | Imagen | Origen         | Tipo               | Fabricante          |
| ------ | ------ | -------------- | ------------------ | ------------------- |
| C-4    |        | Estados Unidos | Explosivo plástico | Phillips 66 Company |

### Fusiles y carabinas
| Nombre                        | Imagen | Origen         | Tipo                                   | Munición            | Fabricante                                                              |
| ----------------------------- | ------ | -------------- | -------------------------------------- | ------------------- | ----------------------------------------------------------------------- |
| Colt CAR-15 / XM-177 Commando |        | Estados Unidos | Fusil de asalto                        | 5,56 × 45 mm OTAN   | Colt's Manufacturing Company                                            |
| Fusil M16                     |        | Estados Unidos | Fusil de asalto                        | 5,56 × 45 mm OTAN   | Colt's Manufacturing Company                                            |
| MAS-36                        |        | Francia        | Fusil de cerrojo                       | 7,5 × 54 mm Francés | Manufacture d'Armes de Saint-Etienne                                    |
| Carabina M1                   |        | Estados Unidos | Carabina                               | .30 Carbine         | General Motors                                                          |
| Fusil M14                     |        | Estados Unidos | Fusil de combate                       | 7,62 × 51 mm OTAN   | Springfield Armory                                                      |
| M1917 Enfield                 |        | Estados Unidos | Fusil de cerrojo                       | .30-06 Springfield  | Winchester Repeating Arms CompanyRemington ArmsBaldwin Locomotive Works |
| Springfield M1903             |        | Estados Unidos | Fusil de cerrojoFusil de francotirador | .30-06 Springfield  | Springfield Armory                                                      |
| M1 Garand                     |        | Estados Unidos | Fusil semiautomático                   | .30-06 Springfield  | Springfield Armory                                                      |
| Fusil automático Browning     |        | Estados Unidos | Fusil automático                       | .30-06 Springfield  | Browning Arms Company                                                   |

### Granadas de fusil
| Nombre               | Imagen | Origen         | Tipo             | Explosivo  |
| -------------------- | ------ | -------------- | ---------------- | ---------- |
| Granada de fusil M9  |        | Estados Unidos | Granada de fusil | Pentolita  |
| Granada de fusil M17 |        | Estados Unidos | Granada de fusil | TNTCordita |

### Granadas de mano
| Nombre       | Imagen | Origen         | Tipo                     | Explosivo  |
| ------------ | ------ | -------------- | ------------------------ | ---------- |
| Granada Mk 2 |        | Estados Unidos | Granada de fragmentación | TNTCordita |
| Granada M61  |        | Estados Unidos | Granada de fragmentación | RDXTNT     |
| Granada M67  |        | Estados Unidos | Granada de fragmentación | RDXTNT     |

### Granadas de humo
| Nombre      | Imagen | Origen         | Tipo            |
| ----------- | ------ | -------------- | --------------- |
| Granada M18 |        | Estados Unidos | Granada de humo |

### Granadas propulsadas por cohete
| Nombre  | Imagen | Origen         | Tipo                          | Fabricante                     | Calibre |
| ------- | ------ | -------------- | ----------------------------- | ------------------------------ | ------- |
| Bazuca  |        | Estados Unidos | Granada propulsada por cohete | Ejército de los Estados Unidos | 60 mm   |
| M72 LAW |        | Noruega        | Granada propulsada por cohete | Nammo                          | 66 mm   |

### Lanzagranadas
| Nombre                      | Imagen | Origen         | Tipo                   | Munición         | Fabricante                     |
| --------------------------- | ------ | -------------- | ---------------------- | ---------------- | ------------------------------ |
| Lanzagranadas M7            |        | Estados Unidos | Lanzagranadas          | Granada de 22 mm | Ejército de los Estados Unidos |
| Escopeta lanzagranadas M79  |        | Estados Unidos | Lanzagranadas          | Granada de 40 mm | Springfield Armory             |
| Lanzagranadas acoplado M203 |        | Estados Unidos | Lanzagranadas acoplado | Granada de 40mm  | Colt's Manufacturing Company   |

### Minas antipersona
| Nombre       | Imagen | Origen         | Tipo             | Explosivo |
| ------------ | ------ | -------------- | ---------------- | --------- |
| M18 Claymore |        | Estados Unidos | Mina antipersona | C-4       |

### Misiles antitanque
| Nombre     | Imagen | Origen         | Tipo             | Sistema de guiado      | Fabricante      |
| ---------- | ------ | -------------- | ---------------- | ---------------------- | --------------- |
| BGM-71 TOW |        | Estados Unidos | Misil antitanque | SACLOSGuiado por cable | Hughes Aircraft |

### Morteros
| Nombre         | Imagen | Origen         | Tipo           | Calibre  |
| -------------- | ------ | -------------- | -------------- | -------- |
| Mortero M2     |        | Estados Unidos | Mortero ligero | 60 mm    |
| Mortero M19    |        | Estados Unidos | Mortero ligero | 60 mm    |
| Mortero M1     |        | Estados Unidos | Mortero medio  | 81 mm    |
| Mortero M29    |        | Estados Unidos | Mortero medio  | 81 mm    |
| Mortero Brandt |        | Francia        | Mortero medio  | 81 mm    |
| Mortero M30    |        | Estados Unidos | Mortero pesado | 106.7 mm |

### Pistolas y revólveres
| Nombre                   | Imagen | Origen         | Tipo                   | Munición    | Fabricante                                 |
| ------------------------ | ------ | -------------- | ---------------------- | ----------- | ------------------------------------------ |
| Colt Detective Special   |        | Estados Unidos | Revólver               | .38 Special | Colt's Manufacturing Company               |
| Smith & Wesson Modelo 10 |        | Estados Unidos | Revólver               | .38 Special | Smith & Wesson                             |
| Revólver M1917           |        | Estados Unidos | Revólver               | .45 ACP     | Smith & WessonColt's Manufacturing Company |
| M1911A1                  |        | Estados Unidos | Pistola semiautomática | .45 ACP     | Colt's Manufacturing Company               |

### Subfusiles
| Nombre                  | Imagen | Origen         | Tipo     | Munición              | Fabricante                             |
| ----------------------- | ------ | -------------- | -------- | --------------------- | -------------------------------------- |
| MAS-38                  |        | Francia        | Subfusil | 7,65 × 17 mm Browning | Manufacture d'Armes de Saint-Etienne   |
| Carl Gustaf M/45        |        | Suecia         | Subfusil | 9 × 19 mm Parabellum  | Carl Gustafs Stads Gevärsfaktori       |
| Smith & Wesson Model 76 |        | Estados Unidos | Subfusil | 9 × 19 mm Parabellum  | Smith & Wesson                         |
| Madsen M-50             |        | Dinamarca      | Subfusil | 9 × 19 mm Parabellum  | Dansk Industri Syndikat                |
| Uzi                     |        | Israel         | Subfusil | 9 × 19 mm Parabellum  | IMI Systems                            |
| MP40                    |        | Alemania       | Subfusil | 9 × 19 mm Parabellum  | Erfurter Maschinenfabrik               |
| MAT-49                  |        | Francia        | Subfusil | 9 × 19 mm Parabellum  | Manufacture Nationale d'Armes de Tulle |
| Subfusil M3             |        | Estados Unidos | Subfusil | .45 ACP               | General Motors                         |
| Subfusil Thompson       |        | Estados Unidos | Subfusil | .45 ACP               | Colt's Manufacturing Company           |

## Vehículos y artillería (1955-1975)

### Artillería antiaérea autopropulsada
| Nombre        | Imagen | Origen         | Tipo                                | Armamento                      | Calibre |
| ------------- | ------ | -------------- | ----------------------------------- | ------------------------------ | ------- |
| M45 Quadmount |        | Estados Unidos | Artillería antiaérea autopropulsada | 4 x Ametralladoras Browning M2 | 12.7 mm |
| M42 Duster    |        | Estados Unidos | Artillería antiaérea autopropulsada | 2 x Autocañones Bofors L/60    | 40 mm   |

### Artillería autopropulsada
| Nombre                    | Imagen | Origen         | Tipo                      | Calibre |
| ------------------------- | ------ | -------------- | ------------------------- | ------- |
| Cañón autopropulsado M107 |        | Estados Unidos | Artillería autopropulsada | 175 mm  |
| M8 Scott                  |        | Estados Unidos | Artillería autopropulsada | 75mm    |

### Artillería remolcada
| Nombre    | Imagen | Origen         | Tipo           | Calibre |
| --------- | ------ | -------------- | -------------- | ------- |
| Obús M116 |        | Estados Unidos | Obús remolcado | 75 mm   |
| Obús M101 |        | Estados Unidos | Obús remolcado | 105 mm  |
| Obús M102 |        | Estados Unidos | Obús remolcado | 105 mm  |
| Obús M114 |        | Estados Unidos | Obús remolcado | 155 mm  |

### Automóviles blindados
| Nombre                 | Imagen | Origen         | Tipo                                                           | Fabricante          |
| ---------------------- | ------ | -------------- | -------------------------------------------------------------- | ------------------- |
| M8 Greyhound           |        | Estados Unidos | Automóvil blindadoCazacarrosReconocimiento blindado            | Ford Motor Company  |
| M3 Scout Car           |        | Estados Unidos | Automóvil blindadoReconocimiento blindadoTractor de artillería | White Motor Company |
| Cadillac Gage Commando |        | Estados Unidos | Automóvil blindadoVehículo anfibio                             | Cadillac Gage       |

### Camiones militares
| Nombre  | Imagen | Origen         | Tipo           | Fabricante            |
| ------- | ------ | -------------- | -------------- | --------------------- |
| REO M35 |        | Estados Unidos | Camión militar | REO Motor Car Company |

### Semiorugas
| Nombre       | Imagen | Origen         | Tipo                                                  | Fabricante                          |
| ------------ | ------ | -------------- | ----------------------------------------------------- | ----------------------------------- |
| Semioruga M2 |        | Estados Unidos | Reconocimiento blindadoSemiorugaTractor de artillería | AutocarWhite Motor Company          |
| Semioruga M3 |        | Estados Unidos | Semioruga                                             | AutocarDiamond TWhite Motor Company |

### Tanques
| Nombre             | Imagen | Origen         | Tipo                                 | Fabricante                               |
| ------------------ | ------ | -------------- | ------------------------------------ | ---------------------------------------- |
| M48 Patton         |        | Estados Unidos | Carro de combate principal           | ChryslerFord Motor CompanyGeneral Motors |
| M41 Walker Bulldog |        | Estados Unidos | Reconocimiento blindadoTanque ligero | Cadillac                                 |
| M24 Chaffee        |        | Estados Unidos | Tanque ligero                        | CadillacMassey Ferguson                  |
| AMX-13             |        | Francia        | Tanque ligero                        | Atelier de Construction Roanne           |

### Transportes blindados de personal
| Nombre | Imagen | Origen         | Tipo                            | Fabricante      |
| ------ | ------ | -------------- | ------------------------------- | --------------- |
| M113   |        | Estados Unidos | Transporte blindado de personal | FMC Corporation |

### Vehículos de ingenieros
| Nombre | Imagen | Origen         | Tipo                   | Fabricante                                        |
| ------ | ------ | -------------- | ---------------------- | ------------------------------------------------- |
| M578   |        | Estados Unidos | Vehículo de ingenieros | Allison TransmissionFMC CorporationGeneral Motors |

### Vehículos todoterreno
| Nombre | Imagen | Origen         | Tipo                 | Fabricante                                |
| ------ | ------ | -------------- | -------------------- | ----------------------------------------- |
| M151   |        | Estados Unidos | Vehículo todoterreno | AM GeneralFord Motor CompanyKaiser Motors |